# Bounds Green
Bounds Green è un quartiere situato nell'area di North London, nel borgo londinese di Haringey, circa 10 chilometri a nord-est di Charing Cross.
Sorto come luogo di pernottamento notturno per viaggiatori, situato poco fuori da Londra e dalla dogana di Turnpike Lane, è oggi un apprezzato quartiere residenziale a nord di Wood Green.